# 62º Reggimento fanteria "Sicilia"
Il 62º Reggimento fanteria "Sicilia" è un'unità militare dell'Esercito Italiano appartenente alla Brigata meccanizzata "Aosta". È dislocato nella città di Catania.

## Le origini
Il reggimento venne costituito a Nola il 16 aprile 1861 da unità preesistenti dell'Esercito sabaudo e subito inserito insieme al gemello 61º Reggimento fanteria "Sicilia" nella brigata "Sicilia".

### Genealogia e sedi
- 62º Reggimento fanteria (Brigata "Sicilia") (Napoli, Potenza, Pavia, Cremona, Reggio Emilia, Gaeta, Roma, 1861-1871)
- 62º Reggimento fanteria "Sicilia" (Roma, Velletri, Salerno, Palermo, 1871-1881)
- 62º Reggimento fanteria (Brigata "Sicilia") (Palermo, Alba, Torino, Palermo, Padova, Rimini, Parma, 1881-1926)
- 62º Reggimento fanteria motorizzato "Sicilia" (Parma, 1926-1936)
- 62º RFM "Sicilia" (Trento, 1936-1939)
- 62º Reggimento fanteria motorizzato "Trento" (Trento, 1939-1942)
- 62º Battaglione fanteria motorizzato "Sicilia" viene creato il 62º Battaglione Fanteria Motorizzata "Sicilia" (Catania, 1975-1992)
- 62º Reggimento fanteria corazzato "Sicilia" (Catania, 1992)
- 62º Reggimento fanteria "Sicilia" (Catania, 2001 - oggi) (Motto: Virtute supero)

## La storia

### Nel Risorgimento
Nato nel periodo immediatamente successivo alla seconda guerra di indipendenza, dopo la proclamazione del Regno d'Italia, entrato a far parte del Regio Esercito partecipò alla repressione del brigantaggio in Campania, dove guadagnò la prima medaglia di bronzo al Valor militare (Castel Durazzano 1861). Nel 1866, insieme al gemello 61º Reggimento fanteria, durante la terza guerra di indipendenza, partecipò alla Campagna del Trentino, inquadrato nella divisione del generale Medici insieme con il 27º e 28º "Pavia", dove per il valore dimostrato guadagnò la prima medaglia d'argento al valor militare alla bandiera nel combattimento di Primolano del 21 e 22 luglio e di Vigolo il 23 luglio 1866.
Nel 1870 partecipò alla campagna per la liberazione di Roma ed entrò nella città dalla breccia di Porta Pia insieme ai Bersaglieri.
Nel 1895-1896, con la 3ª compagnia, viene impiegato in Eritrea.
Nel 1911-1912 venne impiegato nella guerra italo-turca, mentre in Libia concorse con la mobilitazione dei reggimenti.

### Prima guerra mondiale
Nel corso della prima guerra mondiale combatté guadagnandosi la croce dell'Ordine militare d'Italia all'arma di fanteria. Il reggimento ha combattuto a cima Palone, monte Mascia, monte Vies, passo Buole, monte Sperone, malga Zugna, Vallarsa.
Nella prima metà di dicembre del 1915 alcuni reparti del 62º riuscirono ad impossessarsi di Cima Vies e di Cima la Cingla, dopo che nell'ottobre era stata conquistata anche Cima Palone.
Alla fine di aprile del 1916 la Brigata "Sicilia" venne trasferita in Vallagarina, ad est del Lago di Garda. Il 18 maggio gli austriaci lanciano la Strafexpedition, la "spedizione punitiva" e per fronteggiare gli invasori il 62º venne schierato a Serravalle, poco lontano da Brentonico, mentre alcune compagnie appartenenti sia al 61º che al 62º i reggimenti vennero inviate a Passo Buole, dove il 30 maggio, durante la battaglia degli Altipiani condotta dalle forze tedesche e austro-ungariche, con un fulmineo contrattacco alla baionetta, vennero respinte le soverchianti ed agguerrite fanterie nemiche, riuscendo a mantenere una posizione decisiva, meritando la bandiera del 62º la seconda medaglia di bronzo al valore militare.
Alla fine di luglio la Brigata "Sicilia" venne destinata al fronte macedone e tradotta a Taranto, nella prima metà di agosto i reparti vennero fatti imbarcare per Salonicco, da dove gli uomini raggiunsero la città di Sarigol, nell'Ellesponto, una zona descritta come «desertica e malarica» nel riassunto fatto dall'Ufficio Storico.
Dall'agosto 1916 al luglio 1919, venne impiegato nel settore macedone del fronte balcanico combattendo presso l'ansa della Cerna a Vlakor sul monte Baba e sul monte Cerna a
Kruševo.

### Periodo tra le due guerre
Con l'applicazione della legge 11 marzo 1926 sull'ordinamento del Regio Esercito, a seguito della formazione delle Brigate su tre reggimenti venne assegnato alla VIII Brigata di fanteria unitamente al 61º Reggimento "Sicilia" ed al 65º Reggimento "Valtellina", sempre articolato su due battaglioni.
All'inizio del 1936 il Reggimento era in Libia e successivamente dal 28 gennaio 1936 venne inviato in Africa Orientale impiegato nella campagna etiopica, rimpatriato il 2 settembre dello stesso anno.
Configurato come reggimento motorizzato e ridenominato 62º Reggimento fanteria motorizzato "Sicilia", il 1º novembre 1936 venne assegnato alla 102ª Divisione motorizzata "Trento" con il gemello 61º Reggimento fanteria "Sicilia" (dal 1937) e il 46º Reggimento artiglieria per divisione di fanteria prendendo la denominazione di 62º Reggimento fanteria motorizzato "Trento".

### Seconda guerra mondiale
All'entrata in guerra dell'Italia nel secondo conflitto mondiale, il 10 giugno 1940 il reggimento aveva in organico: comando e compagnia comando, tre battaglioni fucilieri, compagnia mortai da 81, batteria armi di accompagnamento da 65/17 e risultava dislocato sul fronte alpino occidentale. Dopo l'armistizio di Villa Incisa, nel 1941 Il reggimento viene inviato sul fronte dell'Africa Settentrionale dove partecipò a tutte le operazioni in Africa Settentrionale, dalla prima offensiva italo-tedesca per la conquista della Cirenaica (Sollum, Tobruk) alla campagna di El Alamein, alla quale partecipò schierato a difesa nel settore della Divisione Trento, immolandosi totalmente in una lotta durata 12 giorni, dal 23 ottobre al 3 novembre 1942 nella zona più cruenta delle operazioni e, dopo aspri combattimenti con il nemico, venne sciolto per eventi bellici, il 25 novembre 1942. Per l'eroico comportamento tenuto durante la seconda battaglia di El Alamein, la bandiera venne insignita dalla seconda medaglia d'argento al valor militare.

### La rinascita
Con la ristrutturazione dell'Esercito Italiano del 1975, che aboliva il livello reggimentale, il 1º ottobre 1975, a Catania, venne ricostituito da un battaglione del 5º Reggimento fanteria "Aosta", il 62º Battaglione fanteria motorizzato "Sicilia" che ereditava la tradizione del 62º Reggimento fanteria "Sicilia".
Con il ripristino, nel 1991, del livello reggimentale nell'Esercito Italiano il 27 agosto 1992 con il concorso del personale del disciolto 62º Battaglione corazzato "M.O. Jero", venne riordinato nel 62º Reggimento fanteria corazzata "Sicilia". Nel 1997 venne ridenominato 62º Reggimento carri e nel 2001 il reggimento perse la fisionomia carri e venne riconvertito nuovamente in unità di fanteria e rinominato 62º Reggimento fanteria "Sicilia".
Il 62º Reggimento fanteria "Sicilia" fa parte della Brigata meccanizzata "Aosta", che a sua volta dipende gerarchicamente dal COMFODI-SUD il Comando Forze Difesa Interregionale Sud. In precedenza la Brigata meccanizzata "Aosta" era alle dipendenze del "2º Comando Forze di Difesa" o COMFOD 2.
Struttura del Reggimento
La maggior parte del personale effettivo proviene dalla Sicilia Orientale, Il reggimento ha come organico una Compagnia Comando e Supporto Logistico che si occupa del supporto del Reggimento ed un Battaglione che è Il cuore operativo ed ha come organico tre compagnie fucilieri ed una compagnia di supporto alla manovra.
62º Reggimento Fanteria "Sicilia"
- Compagnia Comando Supporto Logistico “M.O. Jero” (prende il nome dal Sottotenente Fulvio Jero, deceduto a Bardia in Libia nel 1941, Medaglia d'Oro al Valor Militare);
- 1º Battaglione “Vies” (prende il nome dalla Cima Vies  in Trentino, dove il Rgt ha combattuto durante la Prima Guerra Mondiale);
  - 1ª Compagnia Fucilieri "Sollum" (prende il nome dalla località di Sollum in Egitto, dove il Rgt ha combattuto durante la Seconda Guerra Mondiale);
  - 2ª Compagnia Fucilieri "Tobruk" (prende nome dalla Battaglia di Tobruk in Libia, dove il Rgt ha combattuto durante la Seconda Guerra Mondiale);
  - 3ª Compagnia Fucilieri "El Alamein" (prende nome dalla Seconda battaglia di El Alamein in Egitto, dove il Rgt ha combattuto durante la Seconda Guerra Mondiale, fino all'ultimo uomo);
  - Compagnia Supporto alla Manovra “Buole” (prende il nome dal Passo Buole in Trentino, dove il Rgt ha combattuto durante la Prima Guerra Mondiale).

## Operazioni di soccorso alla popolazione
- 2009 Alluvione nella Provincia di Messina (in particolare nella località Giampilieri)
- 2011 Alluvione nella Provincia di Messina (in particolare nella località Saponara - Barcellona Pozzo di Gotto)

## Operazioni svolte in teatro nazionale
- Operazione Vespri siciliani.
- Operazione Domino.
- Operazione Strade Sicure.

## Missioni all'estero
- Kosovo Missione KFOR dal 15 marzo 2006 al 23 ottobre 2006, fornendo 2 compagnie sotto il comando del 6º Reggimento bersaglieri.
- Bosnia ed Erzegovina Operazione Eufor Althea dal 19 dicembre 2006 al 28 giugno 2007 (viene elogiato ed apprezzato per il lavoro svolto con professionalità)[senza fonte].
- Kosovo Missione KFOR dal 23 ottobre 2008 al 30 aprile 2009 (il reggimento ha sequestrato numerosi quantitativi di munizioni da guerra)
- Libano Operazione Leonte 10 (ONU) dall'8 maggio 2011 al 9 novembre 2011

## Onorificenze
Nella sua storia il 62º reggimento fanteria "SICILIA" ha meritato le seguenti onorificenze alla bandiera:

### Decorati
- Michele Perriello, Sollum (A.S.), 16 giugno 1941

## Stemma
Lo stemma araldico è stato concesso con decreto del 2 ottobre 197ó.
È uno scudo inquartato. Al disopra dello scudo è posta una corona turrita d'oro, accompagnata da 4 nastri annodati che scendono svolazzanti ai lati dello scudo. Sotto lo scudo si trova l'Ordine Militare d'Italia e infine il motto del Reggimento, "Virtute Supero" (Supero in virtù).
La prima partizione di color argento ha come simbolo un'aquila spiegata di nero rostrata, armata e munita sulle ali di due gambi trifogliati d'oro, linguata e cosparsa di fiammelle di rosso, poggiate su monte verde di quattro cime scalinato. Nella seconda decorazione di color azzurro è raffigurato un passo montano al naturale. La terza decorazione, sempre di colore azzurro, raffigura un silfio d'oro reciso. La quarta decorazione, di color argento, raffigura l'aquila di Svevia spiegata di nero.
Nel 1º quarto è ripreso lo stemma della provincia di Trento, a rappresentare il Trentino dove il Reggimento ha valorosamente combattuto durante ta guerra 1915-18.
Il 2º quarto è un preciso riferimento al passo Buole in ricordo della gloria militare acquisita nel maggio 1916 durante la difesa di quella zona
Il silfio di Cirenaica nel 3º quarto è 
dedicato alla condotta tenuta dal 62º in Africa Settentrionale nel corso del secondo conflitto mondiale.
Nel quarto l'aquila di Sicilia, per ricordare il legame territoriale che unisce il Corpo alla regione della quale.porta il nome fìn dalla sua costituzione.

## Insegne e Simboli
- Il Reggimento indossa il fregio della Fanteria (composto da due fucili incrociati sormontati da una bomba con una fiamma dritta). Al centro nel tondino è riportato il numero "62".
- Le mostrine del reggimento sono rettangolari di colore rosso. Porta due bande parallele verticali di colore verde e alla base della mostrina si trova la stella argentata a 5 punte bordata di nero, simbolo delle forze armate italiane.

## Motto del Reggimento
"Virtute Supero". Il significato del motto del Reggimento è: "Supero col valore".

## Festa del reggimento
- La festa del reggimento si svolge il 23 ottobre, anniversario della seconda battaglia di El Alamein.

## Armi e mezzi in dotazione
Informazioni ricavate dalla pagina del 62º Reggimento fanteria "Sicilia" sul sito dello Stato Maggiore dell'Esercito.

### Armamento
- Pistola semiautomatica "Beretta 92 FS" cal. 9x19 Parabellum
- Pistola mitragliatrice "Franchi LF-57" cal 9x19 Parabellum
- Fucile d'assalto "AR 70/90" cal. 5,56
- Arma di reparto "MINIMI" cal. 5,56
- Beretta MG 42/59 arma di reparto cal 7,62x51 NATO
- Arma di reparto Browning cal. 12,7
- Sako TRG-42 Fucile di precisione cal. 338 Lapua Magnum
- SRCM Mod. 35 Bomba a Mano offensiva
- OD 82/SE
- Beretta GLX-160 lanciagranate da 40mm
- Dynamit-Nobel Panzerfaust 3 Lanciarazzi controcarro corta gittata
- MILAN (missile) (Missile d´Infanterie Léger ANtichar) Missile controcarro filo-guidato a media gittata
- BGM-71 TOW (Tube-launched Optically-tracked Wire-guided) Missile controcarro filo-guidato a lunga gittata
- Hirtenberger M6C-210 Mortaio "Commando" da 60mm
- Mortaio rigato da 120 mm

### Mezzi
- Cagiva W12 Moto enduro da 350 cc
- Land Rover AR 90
- Iveco VM 90 (Torpedo e Ambulanza)
- Iveco ACM 80/90 Autocarro Medio
- Iveco ACTL (AutoCarro Tattico Logistico) 4x4
- VTLM Lince
- VCC-1/2
- M106
- M113
- Puma